# Rhynchocyon udzungwensis
Rhynchocyon udzungwensis е вид бозайник от семейство Слонски земеровки (Macroscelididae). Видът е световно застрашен, със статут Уязвим.

## Разпространение
Разпространен е в Танзания.